# Campeonato Europeu de Atletismo em Pista Coberta de 2013 - Arremesso de peso feminino
A prova do arremesso de peso feminino do Campeonato Europeu de Atletismo em Pista Coberta de 2013 foi disputada entre os dias 2 e 3 de março de 2013 no Scandinavium em Gotemburgo, Suécia.

## Recordes
Antes desta competição, os recordes mundiais e do campeonato nesta prova eram os seguintes:
|                       | Nome               | Nacionalidade   | Distância | Local         | Data                    |
| --------------------- | ------------------ | --------------- | --------- | ------------- | ----------------------- |
| Recorde mundial       | Helena Fibingerová | Tchecoslováquia | 22m 50cm  | Jablonec      | 19 de fevereiro de 1977 |
| Recorde do campeonato | Helena Fibingerová | Tchecoslováquia | 21m 46cm  | San Sebastián | 13 de março de 1977     |
| Recorde europeu       | Helena Fibingerová | Tchecoslováquia | 22m 50cm  | Jablonec      | 19 de fevereiro de 1977 |

## Medalhistas
| Ouro                      | Prata                   | Bronze             |
| Christina Schwanitz (DEU) | Yevgeniya Kolodko (RUS) | Alena Kopets (BLR) |

## Cronograma
Todos os horários são locais (UTC+2).
| Data       | Hora  | Evento       |
| ---------- | ----- | ------------ |
| 2 de março | 13:00 | Qualificação |
| 3 de março | 11:10 | Final        |

## Resultados

### Qualificação
Qualificação: 18,00 m (Q) ou os 8 melhores qualificados (q). 
| Posição. | Atleta               | Nacionalidade | 1ª prova | 2ª prova | 3ª prova | Resultados | Notas                |
| -------- | -------------------- | ------------- | -------- | -------- | -------- | ---------- | -------------------- |
| 1        | Christina Schwanitz  | Alemanha      | 18,77    | -        | -        | 18,77      | Q                    |
| 2        | Alena Kopets         | Bielorrússia  | 17,92    | 18,24    | -        | 18,24      | Q                    |
| 3        | Irina Tarasova       | Rússia        | 17,32    | 18,23    | -        | 18,23      | Q                    |
| 4        | Yevgeniya Kolodko    | Rússia        | 18,05    | -        | -        | 18,05      | Q                    |
| 5        | Chiara Rosa          | Itália        | 17,37    | 17,34    | 17,87    | 17,87      | q                    |
| 6        | Josephine Terlecki   | Alemanha      | 17,66    | x        | 17,81    | 17,81      | q                    |
| 7        | Anca Heltne          | Roménia       | 17,09    | 17,56    | 17,75    | 17,75      | q                    |
| 8        | Úrsula Ruiz          | Espanha       | x        | 17,18    | 17,46    | 17,46      | q                    |
| 9        | Helena Engman        | Suécia        | 17,34    | 16,93    | 17,06    | 17,34      | Recorde da temporada |
| 10       | Radoslava Mavrodieva | Bulgária      | 17,32    | 17,23    | x        | 17,32      | Recorde da temporada |
| 11       | Shanice Craft        | Alemanha      | 15,73    | 17,30    | x        | 17,30      |                      |
| 12       | Anita Márton         | Hungria       | 16,99    | 16,76    | 17,22    | 17,22      |                      |
| 13       | Halyna Obleshchuk    | Ucrânia       | 16,03    | 16,81    | x        | 16,81      |                      |
| 14       | Mariam Kevkhishvili  | Geórgia       | 16,66    | x        | x        | 16,66      | Recorde da temporada |
| 15       | Catarina Andersson   | Suécia        | x        | 16,38    | 15,75    | 16,38      |                      |
| 16       | Julaika Nicoletti    | Itália        | 16,28    | x        | x        | 16,28      |                      |

### Final
A final foi realizada às 11:10 no dia 3 de março de 2013.  
| Posição.          | Atleta              | Nacionalidade | 1ª prova | 2ª prova | 3ª prova | 4ª prova | 5ª prova | 6ª prova | Resultados | Notas                |
| ----------------- | ------------------- | ------------- | -------- | -------- | -------- | -------- | -------- | -------- | ---------- | -------------------- |
| Medalha de ouro   | Christina Schwanitz | Alemanha      | x        | 18,21    | 18,47    | x        | 18,64    | 19,25    | 19,25      |                      |
| Medalha de prata  | Yevgeniya Kolodko   | Rússia        | x        | 18,08    | 18,71    | x        | 19,04    | x        | 19,04      |                      |
| Medalha de bronze | Alena Kopets        | Bielorrússia  | 18,53    | 18,14    | x        | 18,59    | 18,85    | x        | 18,85      |                      |
| 4.                | Chiara Rosa         | Itália        | 18,37    | 18,10    | 18,12    | x        | 18,35    | x        | 18,37      | Recorde da temporada |
| 5.                | Irina Tarasova      | Rússia        | 18,09    | 17,97    | x        | x        | 18,31    | 17,98    | 18,31      | Recorde da temporada |
| 6.                | Josephine Terlecki  | Alemanha      | 17,20    | 17,33    | 18,04    | 17,61    | 18,16    | 17,68    | 18,16      | Recorde da temporada |
| 7.                | Anca Heltne         | Roménia       | 17,64    | 17,21    | 17,53    | 17,51    | x        | 17,45    | 17,64      |                      |
| 8.                | Úrsula Ruiz         | Espanha       | 16,98    | x        | 16,60    | 16,62    | x        | 17,22    | 17,22      |                      |

Legenda
| Recorde mundial       | Recorde mundial (World record)               |                       | Recorde africano                      | Recorde africano (African) |                                           | Q | Classificado por posição (Qualified) |
| Recorde do campeonato | Recorde do campeonato (Championship record)  | Recorde da América    | Recorde da América (Americas)         | q                          | Classificado por melhor tempo (Qualified) |   |                                      |
| Melhor marca do ano   | Melhor marca do ano (World leading)          | Recorde asiático      | Recorde asiático (Asian)              | DNS                        | Não largou (Did not start)                |   |                                      |
| Recorde nacional      | Recorde nacional (National record)           | Recorde europeu       | Recorde europeu (European)            | DNF                        | Não terminou (Did not finish)             |   |                                      |
| Recorde pessoal       | Recorde pessoal do atleta (Personal best)    | Recorde da Oceania    | Recorde da Oceania (Oceania)          | DSQ / DQ                   | Desclassificado (Disqualified)            |   |                                      |
| Recorde da temporada  | Recorde da temporada do atleta (Season best) | Recorde sul-americano | Recorde sul-americano (South America) | NM                         | Sem marca (No mark)                       |   |                                      |